# Selaginella leoneensis
Selaginella leoneensis là một loài dương xỉ trong họ Selaginellaceae. Loài này được Hieron. mô tả khoa học đầu tiên.